# FC Lusitanos
Lusitanos este un club de fotbal din Andorra care evoluează în Campionat de Lliga.

## Palmares
- Copa Constitució: 2001-2002

## Date statistice
| Sezon |                    | Poz. | M. | V  | E | Î  | Gm | Gp | P  |
| ----- | ------------------ | ---- | -- | -- | - | -- | -- | -- | -- |
| 2001  | Campionat de Lliga | 5    | 20 | 7  | 5 | 8  | 35 | 42 | 26 |
| 2002  | Campionat de Lliga | 5    | 20 | 6  | 4 | 10 | 32 | 39 | 22 |
| 2003  | Campionat de Lliga | 5    | 22 | 12 | 1 | 9  | 63 | 40 | 37 |
| 2004  | Campionat de Lliga | 6    | 20 | 5  | 6 | 9  | 24 | 29 | 21 |
| 2005  | Campionat de Lliga | 6    | 20 | 5  | 2 | 13 | 24 | 48 | 17 |
| 2006  | Campionat de Lliga | 4    | 20 | 9  | 1 | 10 | 30 | 41 | 28 |